# Erbbegräbnisstätte derer von Arnim im Schlosspark von Boitzenburg

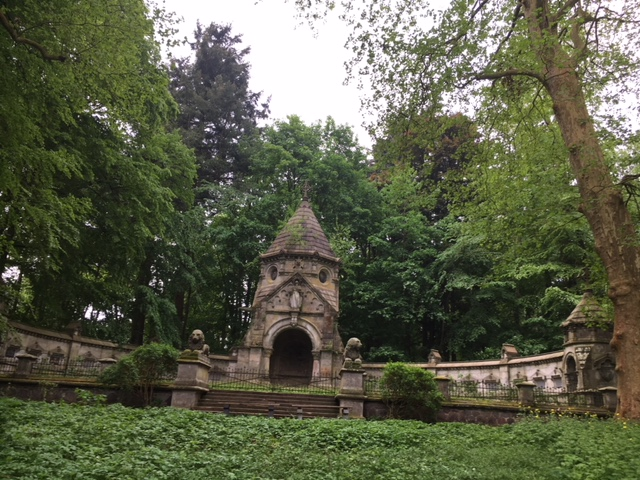
Erbbegräbnisstätte im Schlosspark

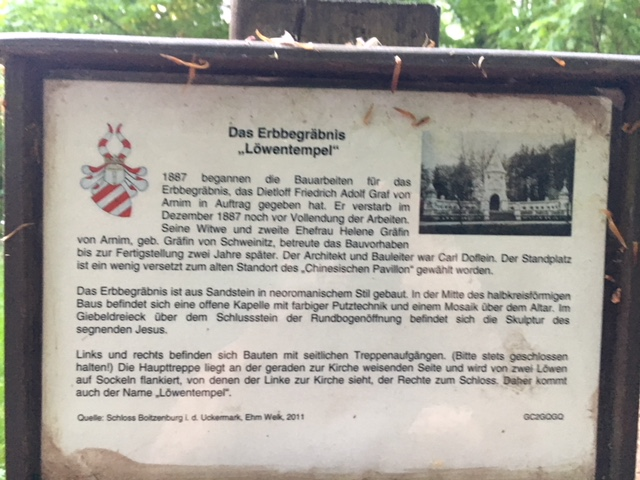
Hinweistafel an der Erbbegräbnisstätte

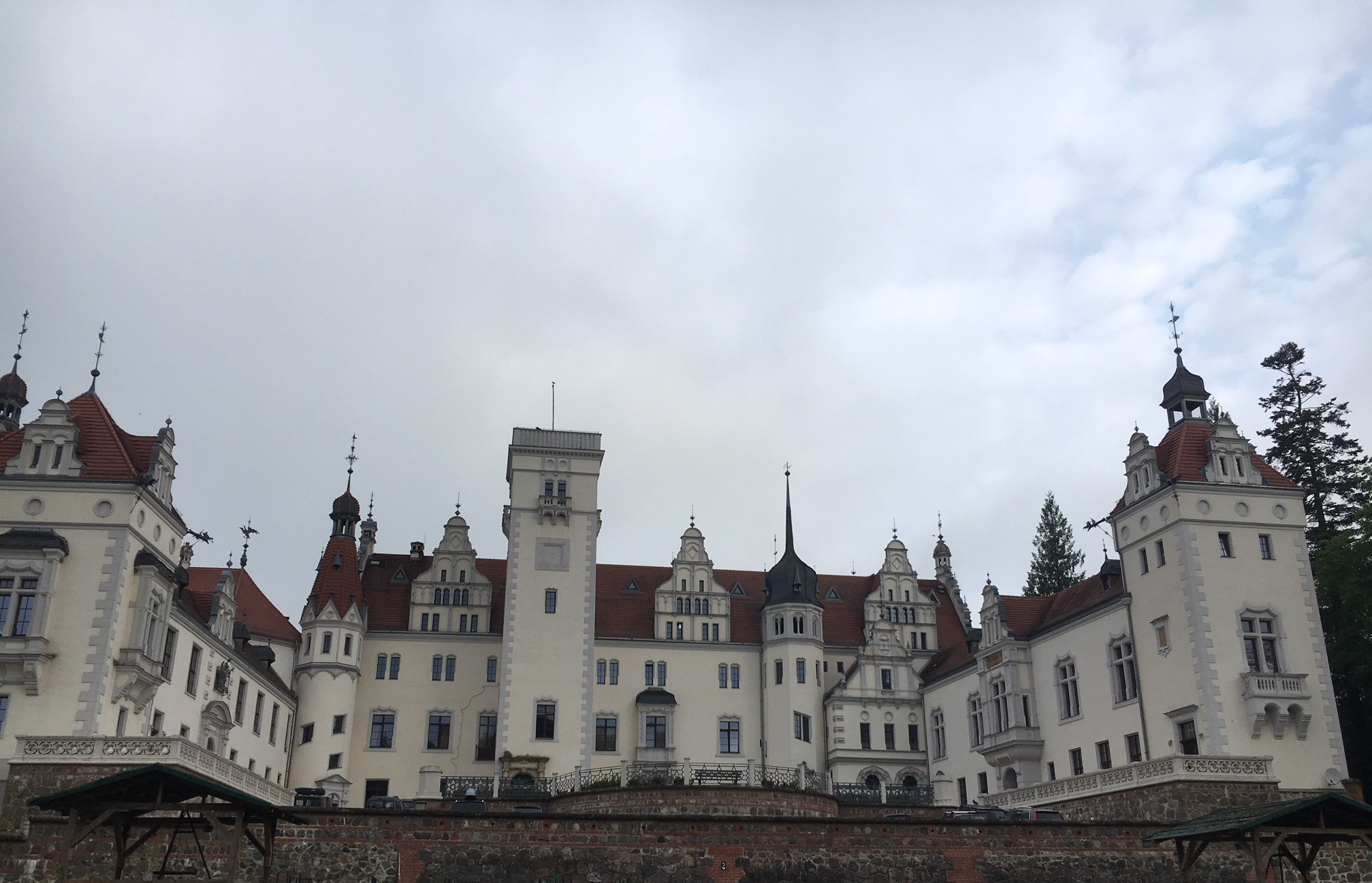
Das in unmittelbarer Nähe gelegene Schloss

Die Erbbegräbnisstätte derer von Arnim im Schlosspark von Boitzenburg wurde nach Entwurf des Berliner Architekten Carl Doflein als Erbbegräbnisstätte der Grafen von Arnim-Boitzenburg im Park von Schloss Boitzenburg gebaut.

## Geschichte
Graf Adolf von Arnim-Boitzenburg erteilte 1887 den Bauauftrag, starb aber bereits wenige Monate später. Daraufhin betreute seine zweite Ehefrau und Witwe Gräfin Helene Euphemie von Arnim, geborene von Schweinitz und Krayn (* 1846; † 1930), die weitere zwei Jahre andauernde Bauausführung. Die Generation zuvor erweiterte den Wohnsitz Schloss Boitzenburg. Auch der Gutsnachfolger Dietlof Graf von Arnim-Boitzenburg wurde im Erbbegräbnis bestattet. Die letzten Begräbnisse fanden bis 2005 statt. Das vormalige Begräbnis der Adelsfamilie war die Chorgruft der Boitzenburger Pfarrkirche St. Marien auf dem Berge.

## Baubeschreibung
Das Erbbegräbnis ist aus Sandstein in neuromanischen Stil gebaut. Zwei lebensgroße steinerne Löwen an der Haupttreppe bewachen das Erbbegräbnis und greifen dabei wichtige Blickbeziehungen auf. Während der linke auf einem Podest liegende Löwe seinen massigen Kopf zur Kirche gerichtet hält, blickt der rechts liegende Löwe in Richtung Schloss. Daher wird die Arnimsche Begräbnisstätte auch Löwentempel genannt. In der Mitte der Anlage befindet sich eine offene Kapelle mit farbiger Putztechnik und einem Mosaik über den Altar. Im Giebeldreieck über dem Schlussstein der Rundbogenöffnung erhebt sich eine mächtige, leider stark beschädigte Skulptur des segnenden Jesus.